# Cassie Campion
Pour les articles homonymes, voir Campion.
Cassie Jackman (anciennement Cassie Campion), née le 22 décembre 1972 à North Walsham, est une joueuse  de squash représentant l'Angleterre. Elle est championne du monde en 1999 et devient numéro 1 mondiale en janvier 2000.

## Biographie
Elle s'essaie à tous les sports dans son enfance mais continue le squash grâce à ses bons résultats, remportant le titre national dans toutes les classes d'âge. En 1993, à l'âge de 20 ans, elle remporte les championnats britanniques senior. A l'âge de 16 ans, elle travaille à temps partiel dans une compagnie d'assurances et consacre tout son temps libre à s'entraîner au squash. En 1999, elle remporte son titre le plus important en battant Michelle Martin en finale du Championnat du monde. En 2000, elle devient no 1 mondiale mais lors du British Open 2000, elle se blesse au dos avec un disque lombaire pressant sur le nerf sciatique et elle doit se faire opérer.
Elle se retire à la fin de l'année 2004, toujours no 2 mondiale, minée par ses problèmes de dos.
Cassie Jackman  épouse le joueur de squash anglais et entraîneur David Campion en juillet 1999. De 1999 à 2002, elle joue sous son nouveau nom Cassie Campion. Toutefois, à partir de 2002, elle joue de nouveau avec son nom de naissance Jackman, ayant divorcé. Elle est mariée à l'Australien Matthew Thomas depuis 2004. Elle fait à nouveau la une de l'actualité lorsqu'après cinq années passées en Australie, elle décide de retourner avec sa famille en Angleterre avec ses deux filles nées en Angleterre. Son mari se voit alors refuser un visa de résidence en Angleterre,.

## Palmarès
- Championnats du monde :
  - vainqueur : 1999,
  - finaliste : 3 finales (1994, 1996 et 2003) ;
- Malaysian Open Squash : 
  - Vainqueur : 2003
  - Finaliste : 2 finales (1994, 1996)
- US Open : 
  - Vainqueur : 4 titres (1993, 1997, 1999, 2003)
- Qatar Airways Challenge : 
  - Finaliste : 2004
- Open des Pays-Bas : 
  - Finaliste : 2004
- Al-Ahram International : 
  - Finaliste : 2001
- Carol Weymuller Open : 
  - Vainqueur : 3 titres (1994, 1996, 2003)
- Apawamis Open : 
  - Vainqueur : 1998
- British Open :
  - finaliste : 1999 et 2003.
- Championnats du monde junior : 
  - Vainqueur : 1991
- Championnats britanniques : 
  - Vainqueur : 5 titres (1999, 2000, 2002, 2003, 2004)
- Championnats d'Europe junior de squash :
  - Vainqueur : 1989
- Championnats du monde par équipes : 2000
- Championnat d'Europe par équipes : 12 titres (1990−1995, 1998−2000, 2002−2004)
- Monte-Carlo Squash Classic : 
  - Vainqueur : 3 titres (1999, 2001, 2004)
  - Finaliste : 1996
- Open du Texas : 
  - Vainqueur : 2000
  - Finaliste : 2 finales (2002, 2004)
- Hurghada International : 
  - Finaliste : 2002
- Heliopolis Open : 
  - Finaliste : 2001
- Bahrain WISPA Classic :
  - Finaliste : Bahrain WISPA Classic 2004